# 田島朝由
田島親方朝由（たじまうぇーかたちょうゆう、1655年5月17日 - 1737年8月9日）は、琉球王国の官僚。唐名は向元良（しょう　げんりょう）を名乗った。 
奥間朝充の長男、浦添朝師の孫にあたる。1703年に尚貞王が琉球王国の公式な典籍を編纂する旧記座を設置した際、田島は初代旧記奉行に任命された。田島は琉球王府史上最古かつ最も巻数の多い地誌である『琉球国由来記』を編纂し、1713年には尚敬王へ上覧された。 
1710年から1716年にかけては、三司官を務めた。